# Luz del Fuego (canção)

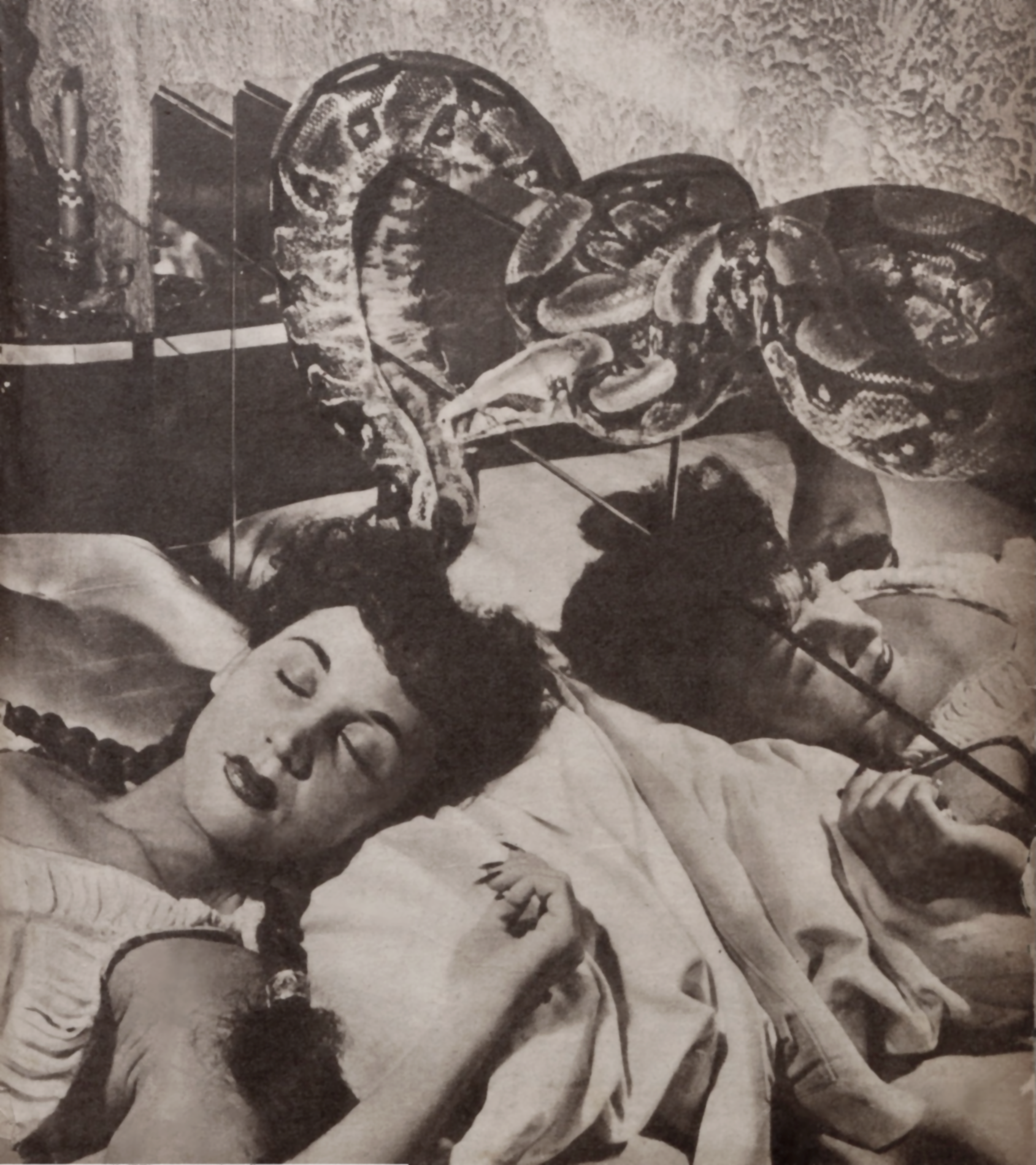
Luz del Fuego, homenageada por Rita Lee. Foto de Jean Manzon.

Luz del Fuego é o título da canção de 1975 da cantora e compositora brasileira Rita Lee, que homenageia a vedete Dora Vivacqua que adotara o pseudônimo do título e é um dos símbolos do feminismo.
Esta canção foi a primeira de várias composições da roqueira que homenageiam personalidades feministas, e na letra fala de Luz como a mulher "que não tinha medo". Ela faz parte do álbum Fruto Proibido, a terceira canção do lado 2 do LP, antecedendo a "Ovelha negra".
Foi regravada no álbum Acústico MTV, com a participação especial da cantora Cássia Eller (que também a lançou em álbum próprio, lançado postumamente).

## Contexto pessoal
Rita Lee havia há pouco tempo sido "expulsa" do grupo Os Mutantes, segundo os membros, por não possuir habilidade suficiente para a nova fase de rock progressivo que a banda dizia tomar.
Ela então, apesar de ter sofrido bastante, iniciou a carreira solo e, em suas palavras: "Eu me mandei e me dei bem, cara!". Por outro lado ela desde bem nova, apesar das muitas mulheres na família, tinha suas referências femininas naquelas figuras que haviam rompido com as convenções sociais, que desafiaram a sociedade como ela própria iria fazer ao longo da vida, tais como Dercy Gonçalves, Elvira Pagã, Pagu e Luz del Fuego.
Rita começara a carreira aos 15 anos de idade, em 1966, e Luz del Fuego foi assassinada no ano seguinte, 1967.

## Análise da letra
Na letra desta canção Rita denuncia que quando a mulher luta para conquistar espaço é chamada de "louca" ou precisa se passar como tal; a loucura, então, assume um outro conceito: significa a coragem feminina ao enfrentar os espaços tradicionalmente reservados aos homens.
As seis estrofes de quatro versos da canção revelam uma mulher sem medos, que já se mostra no resgate feito no título, ao lembrar a vedete que desafiara a sociedade; a morte dela é lembrada num eufemismo - "Não tinha medo e foi pro céu, cedo!", onde mesmo com todos os "pecados" a naturista merecera "o céu"; o pecado retorna na letra, quando Rita convida a "comer a fruta" e, depois, ela se apresenta como a "cigarra" da fábula para, finalmente, voltar a falar da morte - ela que muitas vezes foi vista na imprensa como suicida.